# Georg Eckert
Georg Eckert (* 14. August 1912 in Berlin; † 7. Januar 1974 in Braunschweig) war ein deutscher Pädagoge, Ethnologe, Historiker und Sozialdemokrat.

## Leben
Eckert war der Sohn eines Redakteurs und einer aus Russland stammenden Mutter. 1931 machte er Abitur und begann das Studium der Geschichte, Geographie, Germanistik sowie Volks- und Völkerkunde in Berlin, das er ab 1933 in Bonn fortsetzte. Als Schüler und Student hatte er sich bereits für die SPD engagiert. In Bonn wurde er 1935 im Hauptfach Völkerkunde promoviert. 1936 und 1938 legte er beide Staatsexamina für den Schuldienst ab.
Im Oktober 1939, kurz nach Beginn des Zweiten Weltkrieges, heirateten Georg Eckert und Magda Lauffs. Am 20. Februar 1940 wurde Eckert zur Wehrmacht eingezogen; er nahm als Funker am Westfeldzug teil. Am 10. Februar trat er seinen Dienst auf der Marinewetterwarte Wilhelmshaven an.
Bald darauf wurde er Wehrmachtbeamter. Wehrmachtbeamte waren berechtigt und verpflichtet, Uniform und entsprechende Rangabzeichen zu tragen, gehörten aber nicht zur kämpfenden Truppe. Nach viermonatiger Ausbildung zum Ergänzungsmeteorologen erhielt Eckert Marschbefehl an die Wetterwarte Saloniki, an der er am 1. Juli 1941, im Gefolge des Balkanfeldzuges, eingesetzt wurde. Im September 1942 wurde er Leiter der Wetterwarte. 1943 habilitierte er sich während eines Heimaturlaubes in Bonn.
Während des Zweiten Weltkriegs war Eckert im Widerstand gegen den Nationalsozialismus auch in Griechenland aktiv. Dort vermittelte er die kampflose Übergabe der Stadt Saloniki. Am 1. September 1944 erhielt die Heeresgruppe E den Führerbefehl zur Vorbereitung des Rückzugs, am 3. September begann der Abtransport der deutschen Truppen von Kreta, am 12. Oktober wurde Athen geräumt, am 1./2. November verließen die letzten deutschen Soldaten Griechenland. Eckert blieb.
Am 10. Februar 1945 ging er mit drei weiteren Kameraden in britische Gefangenschaft. Über Athen und Rom sollte er nach London gebracht und von dort für den demokratischen Aufbau ins Nachkriegsdeutschland geschickt werden. In Rom erkrankte er aber an einem lebensgefährlichen Lungenabszess; nach Kriegsende, im August 1945, transportierte ihn der erste Lazarettzug nach Goslar ins britische Lazarett. Dort rang er unter versorgungstechnisch schwierigsten Verhältnissen um sein Leben; erst im Herbst 1946 konnte er das Lazarett verlassen. Ende 1945 trat er erneut der SPD bei.
Ab November 1946 hatte Eckert eine Dozentenstelle an der Kant-Hochschule in Braunschweig inne, der späteren Pädagogischen Hochschule, an der er 1952 Professor für Geschichte und für Methodik des Geschichtsunterrichts wurde. Er war Herausgeber der ethnologischen Buchreihe Kulturgeschichtliche Forschungen, zusammen mit Hermann Trimborn.
1951 gründete er mit Hilfe der Gewerkschaft Erziehung und Wissenschaft (GEW) in Braunschweig das Internationale Schulbuchinstitut, dessen Leiter er bis zu seinem Tode blieb und das inzwischen seinen Namen trägt. Von 1961 bis 1969 verantwortete er das im Auftrag der Friedrich-Ebert-Stiftung veröffentlichte Jahrbuch Archiv für Sozialgeschichte. Eckert war Vorsitzender der Wissenschaftlichen Kommission beim Vorstand der Stiftung. Er war ferner Mitglied der Deutschen Gesellschaft für Völkerkunde und jahrelang (bis 1967) Herausgeber der Zeitschrift für Ethnologie.
Außerdem arbeitete er als Mitglied der Kommission zur Vorbereitung des Godesberger Programms der SPD sowie als Vorstandsmitglied im Deutschen Rat der Europäischen Bewegung. Seit 1949 war Eckert Mitglied der Deutschen UNESCO-Kommission und wurde 1964 ihr Präsident. Im Allgemeinen Deutschen Lehrerinnen- und Lehrerverband bzw. der GEW war er Vorsitzender des Ausschusses für Geschichtsunterricht. Im Verband der Geschichtslehrer Deutschlands war er von der Gründung 1949 an bis 1964 als Schatzmeister im Bundesvorstand, allerdings ohne großen Einfluss. 1963 gab er Wilhelm Liebknecht, Briefwechsel mit Karl Marx und Friedrich Engels heraus.

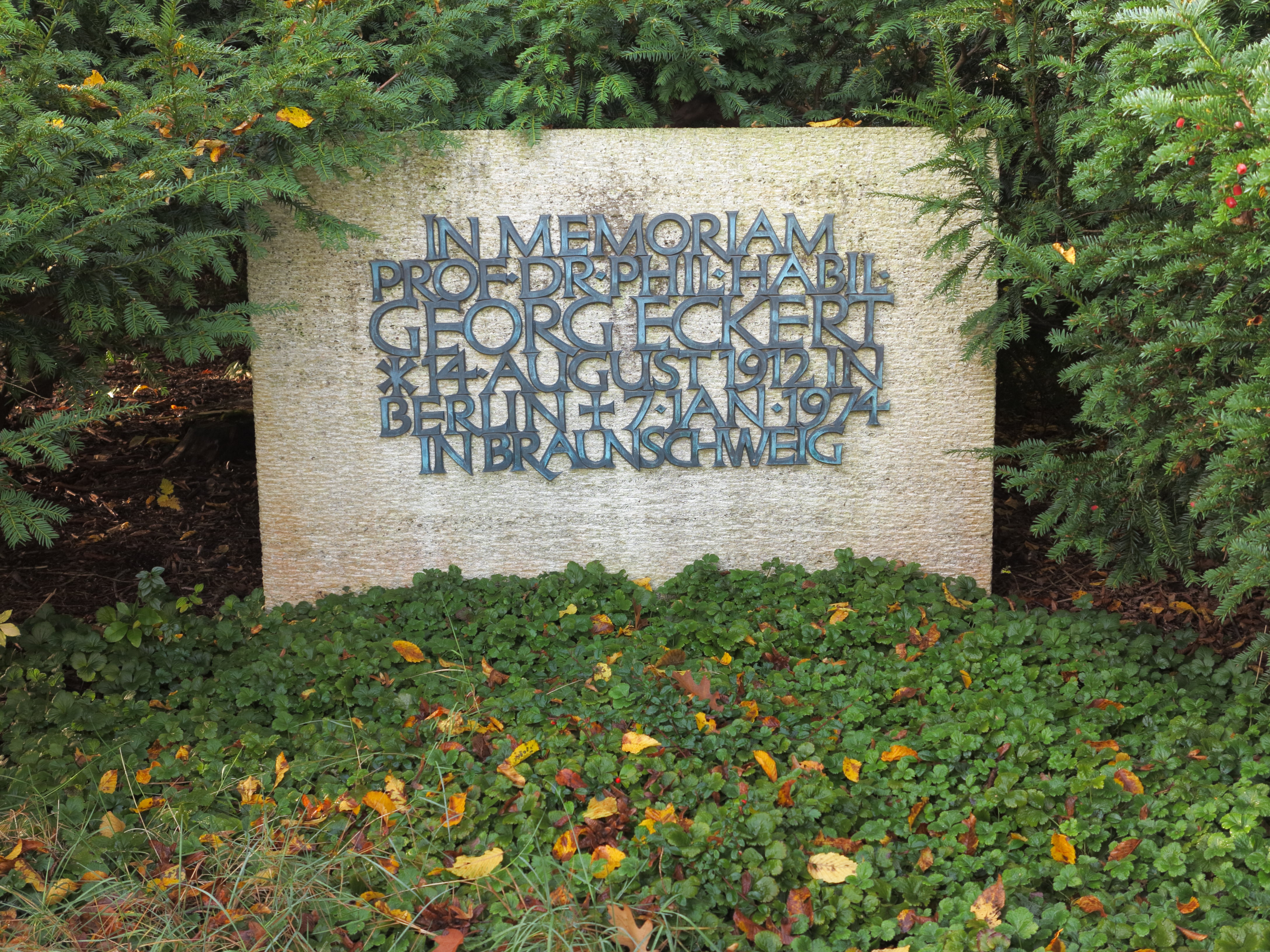
Gedenkstein für Georg Eckert auf dem Hauptfriedhof Braunschweig

Eckert brach am 7. Januar 1974 während einer Vorlesung über die Arbeiterbewegung zusammen und starb auf dem Weg ins Krankenhaus. Beigesetzt wurde er auf dem Waldfriedhof in Rhöndorf (Bad Honnef). In Braunschweig erinnert an ihn ein Gedenkstein auf dem Hauptfriedhof.

## Ehrungen
- 1972: Großes Verdienstkreuz der Bundesrepublik Deutschland

## Schriften (Auswahl)
- (Hrsg.): Wilhelm Liebknecht, Briefwechsel mit Karl Marx und Friedrich Engels (= Quellen und Untersuchungen zur Geschichte der Deutschen und Oesterreichischen Arbeiterbewegung). Internationaal Instituut voor Sociale Geschieehnis, Amsterdam, Den Haag 1963.